# 100 mètres masculin aux championnats du monde d'athlétisme 2017
Pour un article plus général, voir Championnats du monde d'athlétisme 2017.
Navigation
Pékin 2015 Doha 2019
L'épreuve du 100 mètres masculin des championnats du monde de 2017 se déroule les 4 et 5 août 2017 dans le Stade olympique de Londres, au Royaume-Uni. Elle est remportée par l'Américain Justin Gatlin.

## Records et performances

### Records
Les records du 100 m hommes (mondial, des championnats et par continent) étaient avant les championnats 2017 les suivants.
| Record du monde           | Usain Bolt                    | Jamaïque        | 9 s 58  | Berlin                        | 16 août 2009                            |
| Record des championnats   | Usain Bolt                    | Jamaïque        | 9 s 58  | Berlin                        | 16 août 2009                            |
| Record d'Afrique          | Olusoji Fasuba                | Nigeria         | 9 s 85  | Doha                          | 12 mai 2006                             |
| Record d'Asie             | Femi Ogunode                  | Qatar           | 9 s 91  | Wuhan                         | 4 juin 2015                             |
| Record d'Amérique du Nord | Usain Bolt                    | Jamaïque        | 9 s 58  | Berlin                        | 16 août 2009                            |
| Record d'Amérique du Sud  | Robson da Silva               | Brésil          | 10 s 00 | Mexico                        | 22 juillet 1988                         |
| Record d'Europe           | Francis Obikwelu Jimmy Vicaut | Portugal France | 9 s 86  | Athènes Saint-Denis Montreuil | 22 août 2004 4 juillet 2015 7 juin 2016 |
| Record d'Océanie          | Patrick Johnson               | Australie       | 9 s 93  | Mito                          | 5 mai 2003                              |

### Meilleures performances de l'année 2017
Les dix coureurs les plus rapides de l'année sont, avant les championnats, les suivants. Parmi ces 10 figurent cinq Américains, trois sud-africains, deux Jamaïcains, un Français et un Turc.
| 1  | Christian Coleman   | États-Unis     | 9 s 82 | Eugene     | 7 juin 2017     |
| 2  | Yohan Blake         | Jamaïque       | 9 s 90 | Kingston   | 23 juin 2017    |
| 3  | Akani Simbine       | Afrique du Sud | 9 s 92 | Pretoria   | 18 mars 2017    |
| 4  | Cameron Burrell     | États-Unis     | 9 s 93 | Eugene     | 7 juin 2017     |
| 4  | Christopher Belcher | États-Unis     | 9 s 93 | Eugene     | 7 juin 2017     |
| 6  | Wayde van Niekerk   | Afrique du Sud | 9 s 94 | Velenje    | 20 juin 2017    |
| 7  | Thando Roto         | Afrique du Sud | 9 s 95 | Pretoria   | 18 mars 2017    |
| 7  | Justin Gatlin       | États-Unis     | 9 s 95 | Sacramento | 23 juin 2017    |
| 7  | Usain Bolt          | Jamaïque       | 9 s 95 | Monaco     | 21 juillet 2017 |
| 10 | Jimmy Vicaut        | France         | 9 s 97 | Dijon      | 21 mai 2017     |
| 10 | Isiah Young         | États-Unis     | 9 s 97 | Sacramento | 23 juin 2017    |
| 10 | Ramil Guliyev       | Turquie        | 9 s 97 | Bursa      | 6 juillet 2017  |

## Critères de qualification
Pour se qualifier pour les championnats, il faut avoir réalisé 10 s 12 ou moins entre le 1er octobre 2016 et le 23 juillet 2017. Cependant, la cible de 56 athlètes fixée par l'IAAF n'étant pas atteinte avec ce minima, des sprinteurs sont repêchés jusqu'à 10 s 18. Sont également inscrits des champions continentaux, comme Hassan Taftian (champion d'Asie en 10 s 25) ou Jeremy Dodson (10 s 28, champion d'Océanie en 10 s 86) et ceux qui participent uniquement au tour préliminaire (auquel participent aussi les sprinteurs n'ayant pas atteint le minima, sauf les deux champions continentaux) : Abdullah Abkar Mohammed (seulement 10 s 28 en 2017, qui sera le seul Saoudien des championnats et qui est donc inscrit sur le quota national) et les autres sprinteurs qualifiés en tant qu'uniques représentants des Seychelles, des Maldives, du Honduras (Rolando Palacios), des Comores, du Bangladesh, de Nauru, des États fédérés de Micronésie, des Salomon, des Kiribati, de Tuvalu, du Viêt Nam, du Cameroun, du Cambodge, de la Guinée, des Palaos, de l'Afghanistan et des Marshall, ce qui fait un total de 66 inscrits. Le Canadien Andre De Grasse qui faisait partie des favoris pour le podium renonce la veille pour blessure.
Les sprinteurs suivants qui remplissaient les conditions n'ont pas été sélectionnés sur cette distance : Femi Ogunode 10 s 13, Filippo Tortu 10 s 15, Rondel Sorrillo 10 s 15, Julius Morris (MNT) 10 s 15 ou encore Likoúrgos-Stéfanos Tsákonas 10 s 16, Reynier Mena et Egwero Ogho-Ogene 10 s 17. D'autres sprinteurs ont également obtenu des performances inférieures à 10 s 04, sans pouvoir cependant être retenus par leur fédération (quota de trois ou autre raison).

## Résultats

### Finale

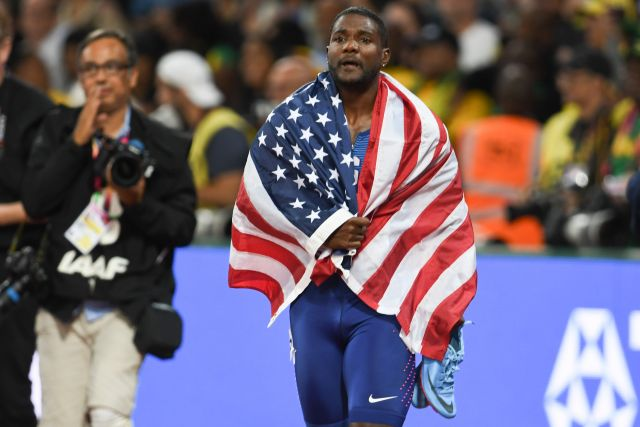
Justin Gatlin remporte la médaille d'or, douze ans après son premier titre.

| Rang               | Couloir | Athlète           | Temps   | Réaction | Note |
| ------------------ | ------- | ----------------- | ------- | -------- | ---- |
| Médaille d'or      | 8       | Justin Gatlin     | 9 s 92  | 0 s 138  | SB   |
| Médaille d'argent  | 5       | Christian Coleman | 9 s 94  | 0 s 123  |      |
| Médaille de bronze | 4       | Usain Bolt        | 9 s 95  | 0 s 183  | =SB  |
| 4                  | 7       | Yohan Blake       | 9 s 99  | 0 s 137  |      |
| 5                  | 6       | Akani Simbine     | 10 s 01 | 0 s 152  |      |
| 6                  | 3       | Jimmy Vicaut      | 10 s 08 | 0 s 152  |      |
| 7                  | 9       | Reece Prescod     | 10 s 17 | 0 s 145  |      |
| 8                  | 2       | Su Bingtian       | 10 s 27 | 0 s 224  |      |

### Demi-finales
Les 2 premiers de chaque course (Q) plus les 2 meilleurs temps (q) se qualifient pour la finale.
| Rang | Série | Couloir | Nom                    | Nationalité        | Temps             | Notes |
| ---- | ----- | ------- | ---------------------- | ------------------ | ----------------- | ----- |
| 1    | 3     | 4       | Christian Coleman      | États-Unis         | 9 s 97            | Q     |
| 2    | 3     | 6       | Usain Bolt             | Jamaïque           | 9 s 98            | Q     |
| 3    | 2     | 4       | Yohan Blake            | Jamaïque           | 10 s 04           | Q     |
| 4    | 2     | 9       | Reece Prescod          | Royaume-Uni        | 10 s 05 (.045 ms) | Q     |
| 5    | 1     | 2       | Akani Simbine          | Afrique du Sud     | 10 s 05 (.048 ms) | Q     |
| 6    | 1     | 6       | Justin Gatlin          | États-Unis         | 10 s 09 (.086 ms) | Q     |
| 6    | 3     | 8       | Jimmy Vicaut           | France             | 10 s 09 (.086 ms) | q     |
| 8    | 2     | 6       | Su Bingtian            | Chine              | 10 s 10           | q     |
| 9    | 1     | 7       | Ben Youssef Meïté      | Côte d'Ivoire      | 10 s 12 (.113 ms) |       |
| 10   | 3     | 7       | Chijindu Ujah          | Royaume-Uni        | 10 s 12 (.115 ms) |       |
| 11   | 1     | 5       | Julian Forte           | Jamaïque           | 10 s 13           |       |
| 12   | 2     | 7       | Jak Ali Harvey         | Turquie            | 10 s 16           |       |
| 13   | 2     | 8       | Christopher Belcher    | États-Unis         | 10 s 20 (.192 ms) |       |
| 14   | 2     | 2       | Emmanuel Matadi        | Liberia            | 10 s 20 (.194 ms) |       |
| 15   | 1     | 4       | James Dasaolu          | Royaume-Uni        | 10 s 22           |       |
| 16   | 1     | 3       | Asuka Cambridge        | Japon              | 10 s 25           |       |
| 17   | 3     | 2       | Shūhei Tada            | Japon              | 10 s 26           |       |
| 18   | 3     | 3       | Emre Zafer Barnes      | Turquie            | 10 s 27           |       |
| 19   | 1     | 9       | Xie Zhenye             | Chine              | 10 s 28 (.271 ms) |       |
| 20   | 2     | 5       | Abdul Hakim Sani Brown | Japon              | 10 s 28 (.274 ms) |       |
| 21   | 2     | 3       | Alex Wilson            | Suisse             | 10 s 30           |       |
| 22   | 3     | 5       | Andrew Fisher          | Bahreïn            | 10 s 36           |       |
| 23   | 1     | 8       | Kim Kuk-young          | Corée du Sud       | 10 s 40           |       |
| 24   | 3     | 9       | Cejhae Greene          | Antigua-et-Barbuda | 10 s 64           |       |

### Séries
Qualification : Les 3 premiers de chaque course (Q) plus les 6 meilleurs temps (q) se qualifient pour les demi-finales.
| Rang | Série | Couloir | Athlète                 | Nationalité        | Temps   | Notes   |
| ---- | ----- | ------- | ----------------------- | ------------------ | ------- | ------- |
| 1    | 3     | 4       | Julian Forte            | Jamaïque           | 9 s 99  | Q, PB   |
| 2    | 1     | 9       | Christian Coleman       | États-Unis         | 10 s 01 | Q       |
| 3    | 3     | 6       | Ben Youssef Meïté       | Côte d'Ivoire      | 10 s 02 | Q       |
| 4    | 4     | 4       | Su Bingtian             | Chine              | 10 s 03 | Q, SB   |
| 5    | 3     | 2       | Reece Prescod           | Royaume-Uni        | 10 s 03 | Q, PB   |
| 6    | 2     | 3       | Abdul Hakim Sani Brown  | Japon              | 10 s 05 | Q, PB   |
| 6    | 5     | 5       | Justin Gatlin           | États-Unis         | 10 s 05 | Q       |
| 8    | 6     | 7       | Usain Bolt              | Jamaïque           | 10 s 07 | Q       |
| 9    | 4     | 2       | Chijindu Ujah           | Royaume-Uni        | 10 s 07 | Q       |
| 10   | 1     | 5       | Jak Ali Harvey          | Turquie            | 10 s 13 | Q       |
| 10   | 6     | 4       | James Dasaolu           | Royaume-Uni        | 10 s 13 | Q       |
| 12   | 2     | 9       | Yohan Blake             | Jamaïque           | 10 s 13 | Q       |
| 12   | 4     | 9       | Christopher Belcher     | États-Unis         | 10 s 13 | Q       |
| 14   | 2     | 6       | Xie Zhenye              | Chine              | 10 s 13 | Q       |
| 15   | 6     | 3       | Jimmy Vicaut            | France             | 10 s 15 | Q       |
| 15   | 3     | 5       | Akani Simbine           | Afrique du Sud     | 10 s 15 | q       |
| 17   | 5     | 7       | Andrew Fisher           | Bahreïn            | 10 s 19 | Q       |
| 17   | 6     | 6       | Shūhei Tada             | Japon              | 10 s 19 | q       |
| 19   | 1     | 4       | Cejhae Greene           | Antigua-et-Barbuda | 10 s 21 | Q       |
| 20   | 4     | 3       | Asuka Cambridge         | Japon              | 10 s 21 | q       |
| 21   | 2     | 7       | Emre Zafer Barnes       | Turquie            | 10 s 22 | q       |
| 22   | 1     | 3       | Emmanuel Matadi         | Liberia            | 10 s 24 | q       |
| 23   | 3     | 3       | Alex Wilson             | Suisse             | 10 s 24 | q       |
| 24   | 5     | 3       | Kim Kuk-young           | Corée du Sud       | 10 s 24 | Q       |
| 24   | 1     | 6       | Ramon Gittens           | Barbade            | 10 s 24 |         |
| 26   | 1     | 7       | Julian Reus             | Allemagne          | 10 s 25 |         |
| 27   | 2     | 8       | Emmanuel Callender      | Trinité-et-Tobago  | 10 s 25 |         |
| 28   | 2     | 5       | Ján Volko               | Slovaquie          | 10 s 25 |         |
| 29   | 5     | 2       | Keston Bledman          | Trinité-et-Tobago  | 10 s 26 |         |
| 30   | 5     | 6       | Gavin Smellie           | Canada             | 10 s 29 |         |
| 31   | 1     | 2       | Senoj-Jay Givans        | Jamaïque           | 10 s 30 |         |
| 32   | 5     | 8       | Abdullah Abkar Mohammed | Arabie saoudite    | 10 s 31 |         |
| 33   | 4     | 5       | Joseph Millar           | Nouvelle-Zélande   | 10 s 31 |         |
| 34   | 6     | 9       | Hassan Taftian          | Iran               | 10 s 34 |         |
| 35   | 6     | 2       | Brendon Rodney          | Canada             | 10 s 36 |         |
| 36   | 4     | 8       | Mark Odhiambo           | Kenya              | 10 s 37 |         |
| 37   | 2     | 4       | David Lima              | Portugal           | 10 s 41 |         |
| 38   | 6     | 8       | Warren Fraser           | Bahamas            | 10 s 42 |         |
| 39   | 3     | 7       | Mario Burke             | Barbade            | 10 s 42 |         |
| 40   | 3     | 8       | Hassan Saaid            | Maldives           | 10 s 45 |         |
| 41   | 6     | 5       | Diego Palomeque         | Colombie           | 10 s 51 |         |
| 42   | 4     | 6       | Jeremy Dodson           | Samoa              | 10 s 52 |         |
| 43   | 2     | 2       | Ambdoul Karim Riffayn   | Comores            | 10 s 72 |         |
| 44   | 1     | 8       | Jean Tarcicius Batambok | Cameroun           | 10 s 75 |         |
| —    | 4     | 7       | Mosito Lehata           | Lesotho            | DQ      | R 162.7 |
| —    | 5     | 9       | Thando Roto             | Afrique du Sud     | DQ      | R 162.7 |
| —    | 3     | 9       | Andre De Grasse         | Canada             | DNS     |         |
| —    | 5     | 4       | Chavaughn Walsh         | Antigua-et-Barbuda | DNS     |         |

### Tour préliminaire
Le tour préliminaire est la première épreuve des Championnats du monde, le 4 août 2017, qui débute à 19 h, heure locale. Il comprend 4 séries composées de 7 athlètes chacune dont peuvent se qualifier les trois premiers et les deux meilleurs temps. Les athlètes sont ceux qui n'ont pas atteint le minima de 10 s 12 et ceux qui ne sont pas champions continentaux en titre. Elles sont composées de façon que chaque série comporte exactement trois athlètes ayant couru en 2017 avec un temps compris entre 10 s 14 et 10 s 18 et des athlètes avec des temps nettement supérieurs.
Les trois premiers de chaque course (Q) plus les 3 meilleurs temps (q) se qualifient pour les séries du tour final.
| Rang | Athlète                | Temps       | Notes |
| ---- | ---------------------- | ----------- | ----- |
| 1    | Emmanuel Matadi        | 10 s 27 (Q) |       |
| 2    | Brendon Rodney         | 10 s 38 (Q) |       |
| 3    | Mark Odhiambo          | 10 s 40 (Q) |       |
| 4    | Pheareth Nget          | 10 s 99     | SB    |
| 5    | Masbah Ahmmed          | 11 s 08     |       |
| 6    | Mohamed Lamine Dansoko | 11 s 41     | SB    |
| 7    | Dysard Dageago         | 11 s 60     |       |

| Rang | Athlète           | Temps       | Notes |
| ---- | ----------------- | ----------- | ----- |
| 1    | Emre Zafer Barnes | 10 s 22 (Q) |       |
| 2    | Chavaughn Walsh   | 10 s 44 (Q) |       |
| 3    | Hassan Saaid      | 10 s 45 (Q) |       |
| 4    | Dylan Sicobo      | 11 s 01     |       |
| 5    | Jeki Lanki        | 11 s 91     | PB    |
| 6    | Mobera Tonana     | 11 s 91     | SB    |
| 7    | Ielu Tamoa        | 12 s 12     | PB    |

| Rang | Athlète                 | Temps       | Notes |
| ---- | ----------------------- | ----------- | ----- |
| 1    | Ján Volko               | 10 s 15 (Q) | NR    |
| 2    | Mario Burke             | 10 s 23 (Q) |       |
| 3    | Abdullah Abkar Mohammed | 10 s 23 (Q) | SB    |
| 4    | Rolando Palacios        | 10 s 73     |       |
| 5    | Bui Ba Hanh             | 10 s 76     | SB    |
| 6    | Said Gilani             | 11 s 13     | PB    |
| 7    | Paul Ma'unikeni         | 11 s 13     | PB    |

| Rang | Athlète                 | Temps       | Notes |
| ---- | ----------------------- | ----------- | ----- |
| 1    | Ramon Gittens           | 10 s 25 (Q) |       |
| 2    | Joseph Millar           | 10 s 29 (Q) |       |
| 3    | Warren Fraser           | 10 s 30 (Q) |       |
| 4    | Ambdoul Karim Riffayn   | 10 s 59 (q) |       |
| 5    | Jean Tarcicius Batambok | 10 s 71 (q) | PB    |
| 6    | Scott James Fiti        | 11 s 23     | PB    |
| 7    | Gwynn Uehara            | 11 s 98     | SB    |

## Légende
Records et Performances
- AR : Record continental (area record)
- CR : Record des championnats (championship record)
- MR : Record du meeting (meet record)
- NR : Record national (national record)
- OR : Record olympique (olympic record)
- PR : Record paralympique (paralympic record)
- PB : Record personnel (personal best)
- SB : Meilleure performance personnelle de la saison (season's best)
- WL : Meilleure performance mondiale de l'année (world leader)
- WJR : Record du monde junior (world junior record)
- WR : Record du monde (world record)

Circonstances et Conditions
- DNF : N'a pas terminé (did not finish)
- DNS : N'a pas pris le départ (did not start)
- DQ : Disqualification (disqualification)
- NM : Aucun essai valable enregistré (No Mark)
- Q : Qualifié « directement » au prochain tour (ou à la prochaine compétition), lors d'une compétition majeure, grâce au classement ou à la réalisation des minima (automatic qualifier)
- q : Qualifié au prochain tour (ou à la prochaine compétition), lors d'une compétition majeure, grâce au repêchage ou à la réalisation de l'une des meilleures performances parmi celles des « non qualifiés directement » (grâce au meilleur temps ou à la meilleure distance par exemple) (secondary qualifier)